# Улица Залиша
Улица За́лиша (латыш. Zālīša iela) — улица в Видземском предместье города Риги, в микрорайоне Тейка. Начинается от улицы Структору, недалеко от её примыкания улице Бикерниеку, и заканчивается у перекрёстка с улицами Баяру и Таливалжа. С другими улицами не пересекается.
Общая длина улицы — 251 метр. На всём протяжении имеет асфальтовое покрытие. Общественный транспорт по улице не курсирует.

## История
Улица спроектирована в начале 1930-х годов как продолжение улицы Стуриша. В 1934 году стала самостоятельной улицей, названной в честь первого министра обороны Латвийской Республики Яниса Залитиса. В 1987 году Рижский горисполком принял решение о её переименовании в улицу Мадлиенас, однако в 1994 году историческое название было восстановлено.
По чётной стороне улицы сохраняется застройка частными домами; на нечётной стороне в 1980-е годы было возведено три пятиэтажных дома.